# 加治屋勝子
加治屋 勝子（かじや かつこ）は、日本の栄養学者、農芸化学者。博士（食品栄養科学）。

## 来歴

### 生い立ち
鹿児島県南さつま市出身。1990年代に生活改良普及員、栄養士、衛生検査技師などの資格を取得し、1999年には管理栄養士免許を取得した。また、全国栄養士養成施設協会会長賞を受賞している。1999年に西九州大学家政学部食物栄養学科を卒業した。
その後、静岡県立大学の大学院に進み、生活健康科学研究科食品栄養科学専攻の博士課程にて学んだ。同専攻では、農芸化学者の中山勉に師事。その間に、BBB論文賞を受賞した。研究成果を学位論文『植物ポリフェノールと脂質二重層との相互作用』に纏め、「博士（食品栄養科学）」の学位を取得し博士課程を修了した。また、在院中の業績が評価され、静岡県立大学よりはばたき賞が授与されている。
山口大学に採用され、医学部医学科にて助手として奉職。担当は、器官制御医科学講座分子細胞生理学。その後、山口大学の大学院にて医学系研究科の助教となった。担当は、応用医工学系生体機能分子制御学。その間に、Young Investigator Award、日本生理学会中国四国地方会奨励賞などを受賞した。2013年より鹿児島大学講師、2022年より同准教授。

## 略歴
- 1999年 - 西九州大学家政学部食物栄養学科卒業。
- 2004年 - 静岡県立大学大学院生活健康科学研究科食品栄養科学専攻博士課程修了。
- 2004年 - 山口大学医学部助手。
- 2007年 - 山口大学大学院医学系研究科助教。
- 2011年 - 山口大学大学院医学系研究科講師。
- 2013年 - 鹿児島大学農水産獣医学域農学系講師[7]。
- 2022年 - 鹿児島大学農水産獣医学域農学系准教授。

## 賞歴
- 1999年 - 全国栄養士養成施設協会会長賞。
- 2002年 - Award for Excellece to Authors Publishing in Bioscience, Biotechnology, and Biochemistry。
- 2002年 - はばたき賞。
- 2005年 - Young Investigator Award。
- 2007年 - 若手研究発表最優秀賞。
- 2008年 - 農芸化学研究企画賞。
- 2008年 - 日本生理学会中国四国地方会奨励賞。
- 2012年 - きらめき子育て賞[8]。
- 2013年3月 - 入澤宏・彩記念若手研究奨励賞。
- 2014年 - Poster Award。
- 2014年9月 - 脳科学研究推進賞。
- 2017年12月- 女性研究者賞。
- 2020年12月- 杉田玄白賞奨励賞。

## 関連人物
- 小林誠 (医学者)
- 中山勉